# Pokostnica
Pokostnica (latinsko periosteum) je vezivna ovojnica, ki na zunanji strani obdaja kost. Nahaja se na celotni površini vseh kosti, razen na sklepnih površinah, kjer jo nadomešča hrustanec. Sestavljata jo dva sloja: endost (notranji sloj) in periost (zunanji sloj). Pokostnica je zelo dobro oživčena in prekrvavljena. Žilice iz pokostnice preko Volkmannovega kanala vstopajo v notranjost kosti in ji s tem dovajajo hranljive snovi. 
V notranjem sloju proizvaja osteoblaste (mlade kostne celice), ki se razvijejo v osteocite (zrele kostne celice), te pa gradijo kost in ji omogočajo rast v dolžino (do zastoja v rasti) in širino. Predvsem pa je pomembna obnova kosti ob poškodbah. Takrat se osteoblasti začnejo v velikih količinah proizvajati v pokostnici in dozorevajo v osteocite, ki zapolnijo nastalo vrzel v kosti.